# Майк Дін
Майкл Джордж Дін (англ. Michael George Dean; нар. 1 березня 1965, Г'юстон, Техас, США) — американський музичний продюсер, звукорежисер і мультиінструменталіст. Він найбільше відомий своїми важкими синтезаторними інструментами та мікшуванням аудіо для відомих артистів музичної індустрії. Він почав свою кар'єру в 1992 році, продюсуючи альбоми для таких реперів, як Scarface, Willie D і Geto Boys. Найбільшу популярність отримав як автор пісень та звукорежисер пісень артистів, таких як Каньє Вест, Кід Каді, 2Pac, Тревіс Скотт, 2 Chainz, Jay-Z, Бейонсе, Desiigner, Дрейк, Мадонна, Селена Гомес, Лана Дель Рей, The Weeknd та інших. Він випустив чотири сольні студійні альбоми: 4:20 (2020), 4:22 (2021), Smoke State 42222 (2022) та 4:23 (2023).

## Кар'єра
Дін почав співпрацювати з численними техаськими артистами, включаючи Селену, для якої Дін був музичним керівником і продюсером. Він розпочав свою кар’єру в хіп-хопі під час продюсування двох альбомів для групи Def Squad із Г’юстона разом із учасником групи Норрісом Берсом (Чемпі) та Кенні Бомером (КБ) під лейблами Mr. Henry/Ichiban. Дін вперше став широко відомим завдяки просуванню звучання Dirty South у 1990-х роках, зокрема, працюючи для артистів із Rap-A-Lot Records. Найбільше Дін працював разом із Scarface із Geto Boys, Do or Die, Tha Dogg Pound, Yukmouth із Luniz, C-Bo, Nate Dogg, Tech N9ne, UGK, Z-Ro, Devin the Dude, Outlawz та 2Pac.
Майк також став відомий завдяки продюсерській роботі з Каньє Вестом. Після першого внеску в зведення альбомів Веста The College Dropout і Late Registration, він взяв участь як продюсер в його наступних альбомах Graduation, My Beautiful Dark Twisted Fantasy, Yeezus, The Life of Pablo, Ye і Donda. Він також був співпродюсером для спільного альбому Каньє та Jay-Z Watch the Throne. Дін був додатковим продюсером «Mercy» та «Higher» на альбомі-компіляції GOOD Music Cruel Summer 2012 року. Дін зробив особливо значний внесок в останні альбоми Каньє Веста, і його записують у більшості треків.
Останніми роками Майк Дін працював постійним гітаристом і клавішником Каньє Веста та Тревіса Скотта на їхніх живих виступах, виступаючи хедлайнером численних музичних фестивалів. Майк Дін також часто співпрацював з Тревісом Скоттом. Його внесок з’явився в усіх музичних роботах Скотта з 2013 року. У 2016 році Дін зробив мастеринг візуального альбому Френка Оушена Endless, написав і продюсував треки на мікстейпі Desiigner New English і продюсував сингл Desiigner «Tiimmy Turner».
У травні 2017 року Дін оголосив, що відкриває звукозаписний лейбл під назвою M.W.A. Коли його запитали, чому він вирішив, що зараз найкращий час для відкриття свого нового звукозаписного лейбла, Дін відповів: «Просто багато нових молодих виконавців просили приєднатися до мене, щоб я працював над їхніми проектами та допомагав їм. Я вирішив заснувати лейбл і підписати кілька нових гуртів. Здається, це вдалий час для цього. У мене є студія тут [у Лос-Анджелесі], і я можу познайомитися з багатьма новими виконавцями». Коли його запитали, що означає M.W.A, Дін відповів: «Це саме те, як я називаю себе, коли виступаю ді-джеєм. Мексиканська асоціація боротьби. Це те, що я зробив із товарами, тому я просто вирішив зберегти назву». Він також розповів про першого артиста Dice Soho, з яким він підписав контракт з M.W.A: «Один із моїх приятелів, Густаво Гуерра, привів до мене [Dice Soho]. Я думаю, що він стане наступною хвилею з Х’юстона. Я підібрав його.».
20 квітня 2020 року він випустив інструментальний мікстейп 4:20. 20 травня 2021 року вийшов сингл Лани Дель Рей «Wildflower Wildfire», спродюсований Майком. В інтерв'ю Ентоні Фантано перед релізом пісні він сказав, що «планує багато працювати [з Дель Рей]». Того ж року Майк випустив свій другий мікстейп 4:22.
З 2022 року Майк Дін ще кілька разів співпрацював із the Weeknd, з яким раніше працював над альбомом Beauty Behind the Madness 2015 року, а також над його синглом «Where You Belong» для саундтреку до «П’ятдесяти відтінків сірого». Дін брав участь у живих аранжуваннях для співхедлайнерських виступів Weeknd із Swedish House Mafia на фестивалі Coachella 2022. Відтоді Дін виступав на розіграші у турі Weeknd After Hours til Dawn Tour. Майк також створив ремікс на пісню Weeknd «Starry Eyes» зі свого альбому Dawn FM, яку Дін виконав наживо у своїх вступних сетах під час туру. У 2023 році Майк зробив живі аранжування для виступів Metro Boomin на Coachella, під час яких Weeknd з’явився як спеціальний гість; Дін також з'явився як запрошений музикант під час виступу 070 Shake під час другого вікенду фестивалю. Він був співавтором і продюсером синглу Weeknd «Double Fantasy» (за участю Future) для саундтреку до серіалу Weeknd Ідол від HBO, у якому Майк є частиною головної ролі, прем’єра якого відбулася 4 червня. 29 квітня 2023 року Майк Дін випустив свій четвертий мікстейп, 4:23.

## Дискографія
Студійні альбоми
- 4:20 (2020)
- 4:22 (2021)
- Smoke State 42222[11] (2022)
- 4:23 (2023)

Концертні альбоми
- Echoplex (Live 2021) (2021)

## Продюсерська дискографія

### 1980-ті
- Def Squad, Техас

### 1990-ті
1992
- Bushwick Bill – Little Big Man
- UGK – Too Hard to Swallow
- Willie D – I'm Goin' Out Lika Soldier

1993
- 5th Ward Boyz – Ghetto Dope
- Ganksta NIP – Psychic Thoughts
- DMG – Rigormortiz

1994
- 5th Ward Boyz – Gangsta Funk
- Big Mello – Wegonefunkwichamind
- Big Mike – Somethin' Serious
- Blac Monks – Secrets of the Hidden Temple
- Odd Squad – Fadanuf Fa Erybody!!
- Scarface – The Diary

1995
- 5th Ward Boyz – Rated G
- Jamal – Last Chance, No Breaks
- Menace Clan – Da Hood

1996
- 3-2 – The Wicked Buddah Baby
- Do or Die – Picture This
- Facemob – The Other Side of the Law
- Ganksta NIP – Psychotic Genius
- Geto Boys – The Resurrection

1997
- 3X Krazy – Stackin' Chips
- Big Mike – Still Serious
- Scarface –The Untouchable
- Seagram – Souls on Ice

1998
- A-G-2-A-Ke – Mil-Ticket
- Devin the Dude – The Dude
- Do or Die – Headz or Tailz
- Ganksta NIP – Interview with a Killa
- Yukmouth – Thugged Out: The Albulation

### 2000-ні
2000
- C-Bo – Enemy of the State
- Outlawz – Ride wit Us or Collide wit Us
- Scarface – The Last of a Dying Breed

2001
- Oz (soundtrack)
- Tha Dogg Pound – Dillinger & Young Gotti
- Yukmouth – Thug Lord: The New Testament
- Sherm – Sherm Smoke[12]

2002
- Big Syke – Big Syke
- Daz Dillinger – This Is the Life I Lead
- Devin the Dude – Just Tryin' ta Live
- E-40 – Grit & Grind
- Hussein Fatal – Fatal
- Kastro & E.D.I. Mean – Blood Brothers
- King T – The Kingdom Come
- Scarface – The Fix
- Young Noble – Noble Justice

2003
- Yukmouth – Godzilla

2004
- Z-Ro – The Life of Joseph W. McVey
- Shyne – Godfather Buried Alive
- Kanye West – The College Dropout

2005
- Geto Boys – The Foundation
- Pimp C – Sweet James Jones Stories
- Z-Ro – Let the Truth Be Told
- Kanye West – Late Registration

2006
- Juvenile – Reality Check
- Pimp C – Pimpalation
- Z-Ro – I'm Still Livin'

2007
- Kanye West – Graduation
- Scarface – Made

2008
- Kanye West – 808s & Heartbreak

2009
- Mike Jones – The Voice
- UGK – UGK 4 Life

### 2010-ті
2010
- Kanye West – My Beautiful Dark Twisted Fantasy
- Kid Cudi – Man on the Moon II: The Legend of Mr. Rager
- Z-Ro – Heroin

2011
- Jay-Z & Kanye West – Watch the Throne

2012
- GOOD Music – Cruel Summer

2013
- Beyoncé – Beyoncé
- Jay-Z – Magna Carta Holy Grail
- Kanye West – Yeezus
- Angel Haze – Dirty Gold
- Travis Scott – Owl Pharaoh

2014
- Travis Scott – Days Before Rodeo
- Freddie Gibbs & Mike Dean – «Sellin’ Dope»

2015
- Madonna – Rebel Heart
- Travis Scott – Rodeo
- The Weeknd – «Where You Belong»
- Freddie Gibbs – Shadow of a Doubt
- The Weeknd – Beauty Behind the Madness
- Justin Bieber - No Sense

2016
- Beyoncé – Lemonade
- Kanye West – The Life of Pablo
- Desiigner – New English
- Frank Ocean – Endless
- Frank Ocean – Blonde
- Travis Scott – Birds in the Trap Sing McKnight
- Ty Dolla Sign – Campaign
- Yung Lean – Warlord
- 2 Chainz – Hibachi for Lunch
- Kid Cudi – Passion, Pain & Demon Slayin'[13]
- Z-Ro – Legendary

2017
- 2 Chainz – Pretty Girls Like Trap Music
- Vic Mensa – The Autobiography
- Lunice – CCCLX
- Ty Dolla Sign – Beach House 3
- Huncho Jack – Huncho Jack, Jack Huncho

2018
- AJ Mitchell – «Used to Be"
- Migos – Culture II
- Desiigner - L.O.D.
- Pusha T – Daytona
- Kanye West – Ye
- Dermot Kennedy – Mike Dean Presents: Dermot Kennedy
- Kids See Ghosts – Kids See Ghosts
- Christina Aguilera – Liberation
- Nas – Nasir
- The Carters – Everything Is Love
- Teyana Taylor – K.T.S.E.
- Travis Scott – AstroWorld
- Genetikk – Y.A.L.A

2019
- 2 Chainz – Rap or Go to the League
- Madonna – Madame X
- Maxo Kream – Brandon Banks
- Kanye West – Jesus Is King
- City Morgue – City Morgue Vol 2: As Good as Dead
- Smokepurpp – Deadstar 2
- Sunday Service Choir – Jesus Is Born
- JackBoys & Travis Scott – JackBoys

### 2020-ті
2020
- Selena Gomez – Rare[14]
- 070 Shake – Modus Vivendi[15]
- Don Toliver – Heaven or Hell[16]
- Teyana Taylor – The Album
- Pop Smoke – Shoot for the Stars, Aim for the Moon[17]
- Burna Boy – Twice as Tall[18]
- Spillage Village, JID & EarthGang – Spilligion
- 2 Chainz – So Help Me God!
- Kid Cudi – Man on the Moon III: The Chosen[19]

2021
- Kanye West – Donda[20]
- Lana Del Rey – Blue Banisters[20]
- Don Toliver – Life of a Don[21]
- Mike Dean & Rich the Kid – "Blue Cheese"[22]
- Aaliyah featuring the Weeknd – «Poison»

2022
- FKA Twigs – Caprisongs[23]
- Kanye West – Donda 2
- Fivio Foreign – B.I.B.L.E.[24]
- Pusha T – It's Almost Dry[25]
- Megan Thee Stallion – "Plan B"[26]
- Weiland – Vices
- Kanye West & XXXTentacion – «True Love»
- 070 Shake – You Can't Kill Me
- XXXTentacion – Look at Me: The Album
- The Weeknd – «Starry Eyes» (Mike Dean remix)
- Beyoncé – Renaissance
- The Game – Drillmatic – Heart vs. Mind
- Nav – Demons Protected by Angels
- Christine and the Queens – Redcar les adorables étoiles[27]

2023
- Quavo – «Without You»
- The Weeknd & Future – «Double Fantasy»
- Christine and the Queens – Paranoia, Angels, True Love
- Metro Boomin – Spider-Man: Across the Spider-Verse (soundtrack)
- The Weeknd, Playboi Carti & Madonna – «Popular»
- The Weeknd – «Take Me Back»
- The Weeknd & Suzanna Son – «Family»
- The Weeknd & Jennie - «One Of The Girls»
- Travis Scott – Utopia

## Фільмографія
| Рік  | Назва | Роль | Нотатки         | Примітки |
| ---- | ----- | ---- | --------------- | -------- |
| 2023 | Ідол  | Себе | Запрошена зірка | [ 28 ]   |

## Нагороди та номінації

### Премія «Греммі»
| Рік  | Номіновано                                            | Нагорода                                       | Результат | Прим.  |
| ---- | ----------------------------------------------------- | ---------------------------------------------- | --------- | ------ |
| 2005 | The College Dropout (як інженер/мікшер)               | Найкращий альбом                               | Номінація | [ 29 ] |
| 2006 | «Gold Digger» (як інженер/мікшер)                     | Найкращий запис                                | Номінація | [ 29 ] |
| 2006 | Late Registration (як інженер/мікшер)                 | Найкращий реп-альбом                           | Перемога  | [ 29 ] |
| 2006 | Late Registration (як інженер/мікшер)                 | Альбом року                                    | Номінація | [ 29 ] |
| 2008 | Graduation (як інженер)                               | Альбом року                                    | Номінація | [ 29 ] |
| 2008 | Graduation (як інженер)                               | Найкращий реп-альбом                           | Перемога  | [ 29 ] |
| 2008 | «Good Life» (як автор пісні)                          | Найкраща реп-пісня                             | Перемога  | [ 29 ] |
| 2012 | My Beautiful Dark Twisted Fantasy (як інженер/мікшер) | Найкращий реп-альбом                           | Перемога  | [ 29 ] |
| 2013 | «Ni**as In Paris» (як автор пісні)                    | Найкраща реп-пісня                             | Перемога  | [ 29 ] |
| 2013 | «Mercy» (як автор пісні)                              | Найкраща реп-пісня                             | Номінація | [ 29 ] |
| 2014 | «New Slaves» (як автор пісні)                         | Найкраща реп-пісня                             | Номінація | [ 29 ] |
| 2015 | «Bound 2» (як автор пісні)                            | Найкраща реп-пісня                             | Номінація | [ 29 ] |
| 2016 | «All Day» (як автор пісні)                            | Найкраща реп-пісня                             | Номінація | [ 29 ] |
| 2016 | Beauty Behind the Madness (як продюсер)               | Альбом року                                    | Номінація | [ 29 ] |
| 2017 | Lemonade (як продюсер)                                | Альбом року                                    | Номінація | [ 29 ] |
| 2017 | Purpose (як продюсер)                                 | Альбом року                                    | Номінація | [ 29 ] |
| 2017 | «Famous» (як автор пісні)                             | Найкраща реп-пісня                             | Номінація | [ 29 ] |
| 2017 | «Ultralight Beam» (як автор пісні)                    | Найкраща реп-пісня                             | Номінація | [ 29 ] |
| 2019 | «Sicko Mode» (як автор пісні)                         | Найкраща реп-пісня                             | Номінація | [ 29 ] |
| 2021 | Jesus Is King (як інженер/мікшер)                     | Найкращий альбом сучасної християнської музики | Перемога  |        |
| 2022 | «Jail» (як автор пісні)                               | Найкраща реп-пісня                             | Перемога  |        |
| 2022 | Donda (як продюсер/автор пісні)                       | Альбом року                                    | Номінація |        |
| 2023 | Renaissance (як продюсер/автор пісні)                 | Альбом року                                    | Номінація |        |